# Hochelagaite
La hochelagaite è un minerale appartenente al gruppo della franconite.